# Hoodie (televisieserie)
Hoodie is een Ketnet-televisieserie, geproduceerd door Hotel Hungaria, tussen 2020 en 2022. De serie gaat over misdaad in Brussel, die Pieter en zijn vrienden willen oplossen.
Tussen 7 maart 2022 en 2 juni 2022 werd het derde en laatste seizoen uitgezonden.

## Afleveringen
| Seizoen | Afleveringen | Afleveringen (verloop) | Start         | Einde        |
| ------- | ------------ | ---------------------- | ------------- | ------------ |
| 1       | 52           | 1 - 52                 | 2 maart 2020  | 28 mei 2020  |
| 2       | 52           | 1 - 52                 | 22 maart 2021 | 17 juni 2021 |
| 3       | 52           | 1 - 52                 | 7 maart 2022  | 2 juni 2022  |

## Rolverdeling
| Personage                                   | Acteur / actrice   | Opmerking                                                                            | Einde                                                  |
| ------------------------------------------- | ------------------ | ------------------------------------------------------------------------------------ | ------------------------------------------------------ |
| Pieter De Jonge                             | Maarten Cop        | Hoodie                                                                               | Blijft in Vrijbeek wonen en loopt stage bij de politie |
| Kenza Benali                                | Ahlaam Teghadouini | Een rustig meisje, nicht van Basim                                                   | Opent samen met Soufian een jeugdhuis in de pit        |
| Flo Muller                                  | Lotte Stevens      | Het buurmeisje van Pieter                                                            | Gaat in Amsterdam Studeren                             |
| Basim El Amrani                             | Armin Mola         | De grappenmaker van de groep, neef van Kenza                                         | Gaat op Raptour door Europa                            |
| Soufian Alaoui                              | Iliass Dennoue     | De parkourvriend van Pieter                                                          | Opent samen met Kenza een jeugdhuis in de pit          |
| Dorien Docx                                 | Inge Paulussen     | Politieagent en moeder van Pieter en Isa(beau)                                       | Blijft met Pieter in Vrijbeek wonen                    |
| Fadma                                       | Nadia Abdelouafi   | Moeder van Basim en tante van Kenza                                                  | Komt dankzij Hoodie ongedeerd uit de supermarkt        |
| De Puyt                                     | Jelle De Beule     | Leerkracht                                                                           | Verdwenen uit beeld                                    |
| Faya                                        | Aïssatou Diop      | Leerkracht Lichamelijke opvoeding en stiefmoeder van Pieter                          |                                                        |
| Willem De Jonge (vader Pieter en Isa(beau)) | Pieter Genard      | Vader van Pieter en Isa(beau), heeft een relatie met Faya en is de ex-man van Dorien |                                                        |
| Isa(beau) De Jonge                          | Amber Janssens     | Overleden zus van Pieter en dochter van Dorien (enkel te zien in flashbacks)         | Verdwenen uit beeld                                    |
| Morena                                      | Melody van Gompel  | Heeft een relatie met Soufian                                                        | Verdwenen uit beeld na stuklopen relatie met Soufian   |
| Rachid Alaoui                               | Noureddine Farihi  | Vader van Soufian                                                                    |                                                        |
| Bai Dumont                                  | Jan Fonteyn        | Politieagent - collega/partner van Dorien                                            |                                                        |
| Agent Jean                                  | Ivan Pecnik        | Politieagent - tijdelijke partner van Bai                                            |                                                        |
| Nabil Benali                                | Mostafa Benkerroum | Vader van Kenza                                                                      |                                                        |